# Sauropterygia
I saurotterigi (Sauropterygia) sono un gruppo di rettili estinti, vissuti nel Mesozoico (tra 245 e 65 milioni di anni fa). I loro resti si rinvengono in tutto il mondo. Numerosi esemplari sono stati ritrovati nella Formazione di Besano (Lombardia) e al Monte San Giorgio (Svizzera). Questi animali evolsero un radicale adattamento agli ambienti marini, in particolare all'interno del gruppo dei plesiosauri, che svilupparono cinti scapolari robustissimi e potenti zampe simili a pagaie.

## Evoluzione
È possibile che questi animali si fossero sviluppati da diapsidi primitivi come Claudiosaurus germaini, del Permiano del Madagascar, ma alcuni paleontologi ritengono che i saurotterigi fossero strettamente imparentati con le lucertole, all'interno del gruppo dei lepidosauri.
I primi saurotterigi, in ogni caso, si svilupparono all'inizio del Triassico, circa 245 milioni di anni fa. Esempi di queste forme primitive furono i pachipleurosauri, come Neusticosaurus: simili a lucertole, non superavano i 60 centimetri. È possibile che alcuni animali simili ai pachipleurosauri abbiano dato origine ai grandi notosauri, che invasero le acque basse e sono considerati le versioni mesozoiche delle odierne foche e otarie. 
Alcuni saurotterigi svilupparono caratteristiche particolarmente evolute e adattate all'ambiente acquatico, come Pistosaurus, Yunguisaurus e Bobosaurus.
Alla fine del Triassico superiore tutte queste forme si estinsero, ma non prima di aver dato origine ai plesiosauri, che si svilupparono nel Giurassico inferiore (circa 195 milioni di anni fa) e occuparono i mari di tutto il mondo nel giro di pochi milioni di anni. Questi animali si diversificarono in forme dal collo lungo (i plesiosauri veri e propri) e a collo corto (pliosauri). Originariamente si pensava che pliosauri e plesiosauri fossero due gruppi distinti che seguirono due separate linee evolutive, ma attualmente i paleontologi ritengono che entrambi i tipi si svilupparono varie volte nel corso dell'evoluzione: alcune forme dal collo corto si svilupparono da quelle a collo lungo, e viceversa. 

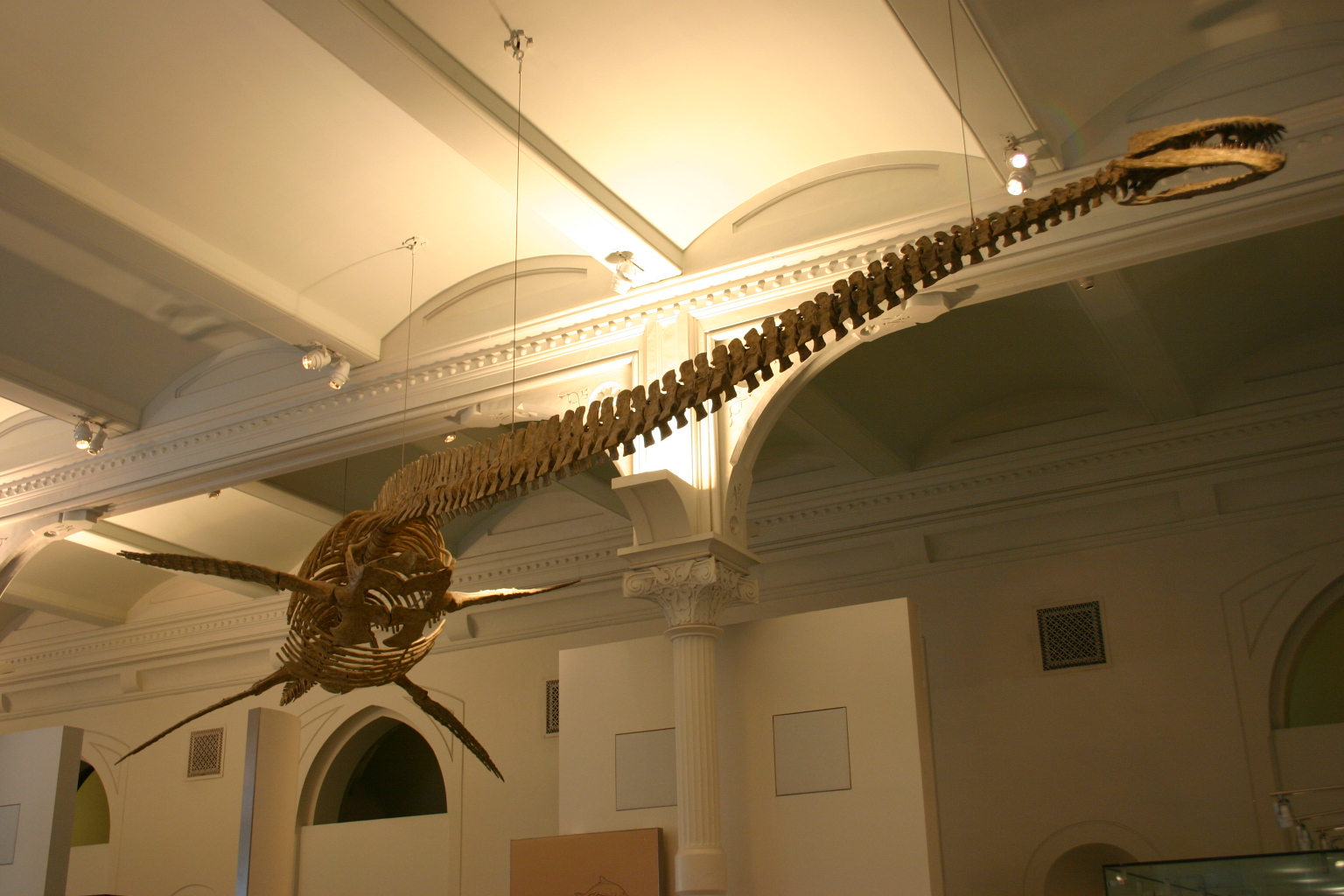
Scheletro di Thalassomedon

I grandi pliosauri, come i giurassici Rhomaleosaurus, Liopleurodon e Pliosaurus, riempirono la nicchia ecologia dei superpredatori marini. Nel Cretaceo questi animali diedero origine a Kronosaurus e Brachauchenius, il cui ruolo attualmente è rappresentato dall'orca. I plesiosauri dal lungo collo, invece, includevano sia forme dal collo moderatamente lungo, come Plesiosaurus e Cryptoclidus (di circa 4-5 metri di lunghezza), sia forme dal collo serpentino, gli elasmosauri del Giurassico e Cretaceo: nel medio e tardo Cretaceo vi furono esemplari lunghi anche 13 metri (ad es. Elasmosaurus). Questi animali sicuramente si nutrivano di pesce, che catturavano grazie a rapidi movimenti dei loro lunghissimi colli.
I saurotterigi si svilupparono per tutto il Mesozoico dando origine a una moltitudine di forme, ma si estinsero alla fine del Cretaceo, circa 65 milioni di anni fa, insieme ai dinosauri, gli pterosauri e i mosasauri.

## Classificazione
La classificazione scientifica di questi animali è piuttosto difficoltosa, a causa del fatto che gli adattamenti per la vita marina potrebbero essersi evoluti più volte, e quindi le somiglianze tra molti di questi animali potrebbero essere frutto di convergenza evolutiva. I saurotterigi, in ogni caso, sono generalmente considerati diapsidi, ma ci sono alcuni paleontologi che li ritengono strettamente imparentati con le tartarughe. Alcune forme di rettili primitivi del Triassico, come i placodonti e i talattosauri, sono a volte incluse in questo gruppo.

## Tassonomia
- Classe Sauropsida (rettili)

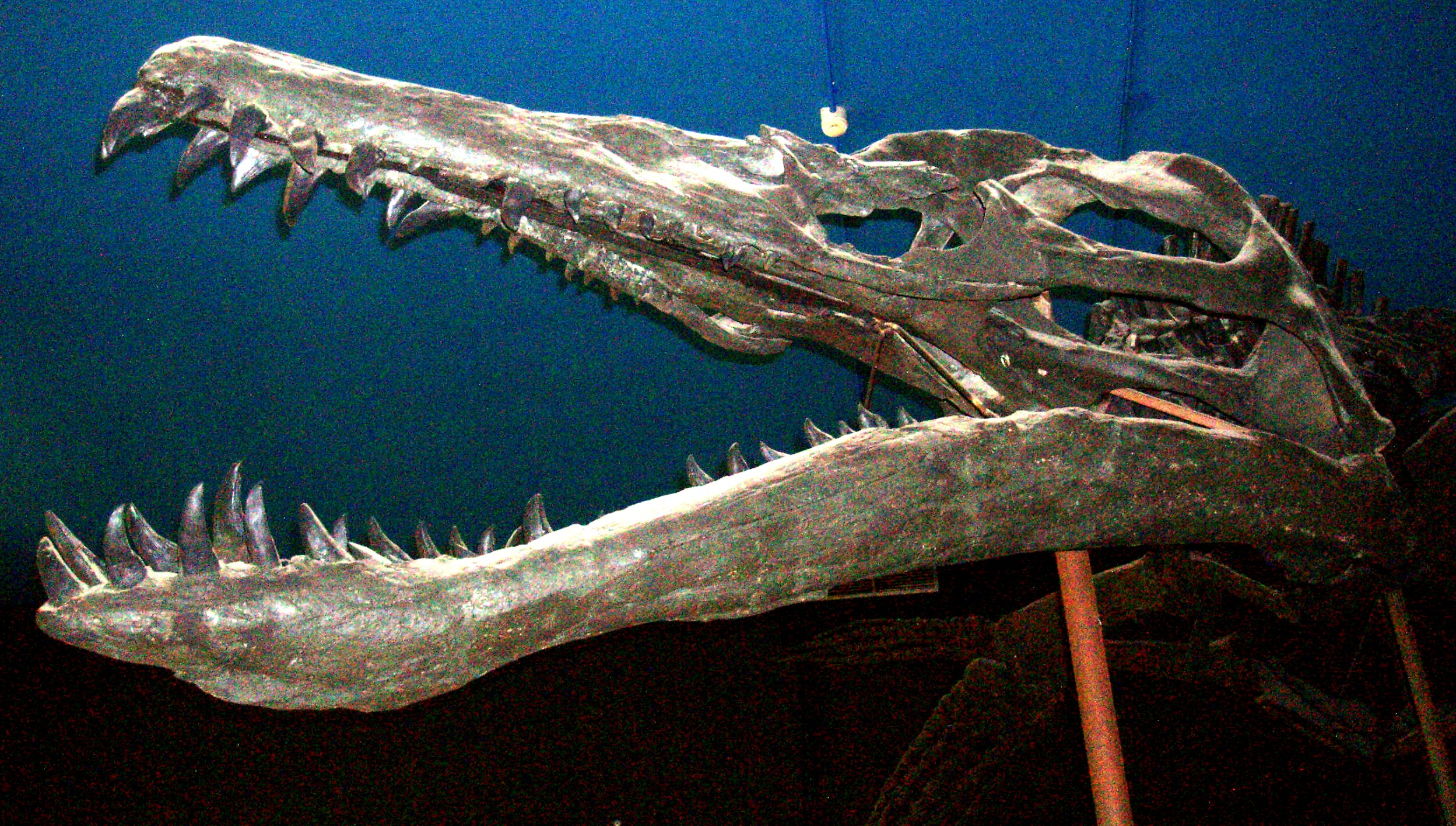
Cranio di Pliosaurus

  - Infraclasse Lepidosauromorpha (lucertole e loro parenti)
    - SUPERORDINE SAUROPTERYGIA
      - ? Ordine Thalattosauriformes
        - Sottordine Thalattosauria

      - ? Ordine Placodontia
      - Eusauropterygia
        - Proneusticosaurus
        - Ordine Nothosauroidea
          - Sottordine Pachypleurosauria
          - Sottordine Nothosauria

        - Pistosauroidea
          - Corosaurus
          - Chinchenia
          - Kwangsisaurus
          - Cymatosaurus
          - Famiglia Pistosauridae
          - Ordine Plesiosauria
            - Suborder Plesiosauroidea (plesiosauri a collo lungo)
            - Suborder Pliosauroidea (plesiosauri a collo corto)